# Суклінгфаа
Суклінгфаа або Камалешвар Сінгха (асам.: স্বৰ্গদেউ কমলেশ্বৰ সিংহ) — цар Ахому.

## Правління
За часів його правління було придушено повстання моаморів та відновлено володарювання Ахомської династії у Верхньому Ассамі. Також цар придушив революцію у Кампурі. Оскільки монарх був дуже молодим, державою фактично керував Пурнананда, прем'єр-міністр Ахому.